# Kyösti Wilkuna
Kustaa (Kyösti) Felix Wilkuna, född 4 maj 1879 i Nivala, död 12 december 1922 i Lappo, var en finländsk novellförfattare. 
Wilkuna blev student 1903 och studerade några terminer vid Helsingfors universitet, men övergick därpå till journalistiken och tillhörde bland annat en tid den litterära tidskriften Aikas redaktion. Han debuterade som författare med Novelleja (Noveller; 1907), en samling realistiska berättelser ur samtids- och allmogelivet, vilken genre han senare fortsatte med berättelsen Yksin elämässä (Ensam i livet; 1908), novellsamlingen Haaksirikkoiset (Skeppsbrutna; 1912), den humoristiska skildringen Riennon toimitus (Rientos redaktion; 1914) och romanen Vaikea tie (Den svåra vägen; 1915). 
Wilkunas vann dock sin främsta betydelse inom den historiska novellistiken. Under den gemensamma rubriken Historiallisia kertomuksia (Historiska berättelser) publicerade han Aikakausien vaihteessa (I brytningstid; 1910), Viimeiset luostariasukkaat (De sista klosterinbyggarna; 1912), Suomalaìsia kohtaloita (Finländska öden; 1913), Aikojen yöstä (Ur tidernas natt; 1914), Erämaan lapset (Ödemarkens barn; 1915); därutöver den historiska berättelsen Suomalainen lìnnanneiti, josta tuli kuningatar (1911; svensk översättning: "En slottsjungfru, som blev drottning", 1918), en bearbetning av Stefan Löfvings dagboksanteckningar under titeln Tapani Löfvingin seikkailut (I–II, 1911–12) samt tillsammans med Santeri Ivalo Suomalaisia sankareita (Finländska hjältar; 1917). 
Wilkunas historiska novellistik, i vilken åt det kulturhistoriska elementet ägnas speciellt intresse, kännetecknas av anmärkningsvärd skicklighet i gestaltningen av öden och karaktärer, på omsorgsfulla studier grundad vederhäftighet i sak, säker och träffande stil och varm fosterländsk känsla, egenskaper, som gav honom en välförtjänt popularitet, inte minst bland ungdomen. 
Wilkuna deltog ivrigt och verksamt i den finländska jägar- och självständighetsrörelsen, häktades 1916 på uppdrag av ryska myndigheter och fördes till Petrograd, där han inspärrades i Sjpalernaja-fängelset, varifrån han dock befriades vid utbrottet av februarirevolutionen 1917. Sina erfarenheter från fängelsetiden skildrade han i boken Kahdeksan kuukautta Shpalernajassa (Åtta månader i Sjpalernaja; 1917; två nya upplagor samma år) och i arbetet Kun kansa nousee (Då folket reser sig; 1918) ger han en samling minnen och erfarenheter från finska inbördeskriget, i vilket han deltog.